# Piemontský skot
Piemontský skot, též piemontese je plemeno skotu s masnou užitkovostí, určené pro extenzivní způsob chovu s využitím pastvy. Je to jediné původem evropské plemeno, které má podíl krve zebu. Pochází z Itálie, kromě Evropy se chová také v Americe, v Číně, v Austrálii či na Novém Zélandu, značné oblibě se těší v Argentině.

## Historie
Piemontský skot pochází z podhůří Savojských Alp z oblasti Piemont. Do vznikajícího plemene bylo zahrnuto více původních místních rázů skotu: nížinný žlutý skot s velkým tělesným rámcem, menší žlutý horský skot, místní plemeno skotu s pracovní užitkovostí, a  ráz skotu z okolí města Alba, u kterého se objevovala telata s dvoubedřím, dědičnou hypertrofií svalů beder a hýždí. Původně se šlechtilo na trojstrannou užitkovost, v současnosti se jedná o plemeno specializované, masné.

## Charakteristika
Piemontese má střední tělesný rámec a masný užitkový typ. Kostra je poměrně jemná, hrudník je široký a svalnatý, plece jsou široké, trup dlouhý, na bedrech, lopatkách i stehnech je velké množství svalové hmoty. Hlava býků je krátká a mohutná, u krav dlouhá a úzká, uši mají střední velikost, rohy jsou krátké, rovné a směřují do stran. Barva srsti býků je celoplášťová šedá nebo narezlá, v okolí očí a uší, na krku, na plecích a na končetinách s výrazným podílem černých chlupů, krávy jsou bílé, světle šedé nebo lehce rezavé. Mulec, sliznice, paznehty a rohy mladých zvířat jsou černé, u starších zvířat zůstávají tmavě pigmentované špičky rohů. Telata jsou žlutohnědá.
Konstituce je pevná, plemeno je přizpůsobivé, nenáročné na chovatelské podmínky, s vynikající pastevní schopností a vysokou konverzí objemných krmiv. Temperament je živý bez známek agresivity. U plemenic je požadována dobrá plodnost v kombinaci s dlouhověkostí, piemontský skot je rané plemeno, zapouští se ve věku 15-18 měsíců. Užitkovost je výrazně masná, zvířata dosahují vysokých přírůstků ve výkrmu, u býků v testaci v roce 2003 byl denní přírůstek 1480 g, jatečná výtěžnost u vykrmovaných býků přesahuje 65 %, a 55 % u krav. Jatečné tělo obsahuje malý podíl kostí, minimální množství loje a vysoký podíl zadního masa, často se vyskytuje dvoubedří. Maso má vynikající kvalitu, je šťavnaté, přiměřeně mramorované a obsahuje jen málo tuku a cholesterolu. Co se mléčné užitkovosti týče, mléko obsahuje množství bílkoviny, což z něj dělá vhodnou surovinu pro výrobu speciálních sýrů, ale roční produkce dosahuje jen 2500 litrů.
Kromě čistokrevné plemenitby se sperma býků piemontského skotu používá k užitkovému a převodnému křížení.